# Шехватов Борис Матвійович
Борис Матвійович Шехватов (6 червня 1921, місто Богородицьк, тепер Тульської області, Російська Федерація — 23 липня 1961, місто Кишинів, тепер Молдова) — молдавський радянський діяч, головний редактор журналу «Коммунист Молдавии». Кандидат у члени ЦК КП Молдавії в 1958—1961 роках. Кандидат історичних наук (1957).

## Біографія
Народився в родині службовця. У 1938 році закінчив середню школу.
З 1938 до 1939 року працював вчителем.
У листопаді 1939 — серпні 1943 року — у Червоній армії, учасник радянсько-німецької війни. Служив у 34-му дорожньо-експлуатаційному полку та 981-му стрілецькому полку 253-ї стрілецької дивізії 17-ї армії. У 1943 році був важко поранений, лікувався у військових госпіталях, потім був демобілізований із армії.
Член ВКП(б) з 1941 року.
У 1943—1946 роках — на відповідальній партійній роботі в Пензенській та Тульській областях РРФСР.
У 1946—1953 роках — пропагандист, консультант відділу пропаганди та агітації ЦК КП(б) Молдавії; завідувач сектору та заступник завідувача відділу шкіл ЦК КП Молдавії.
Закінчив Заочну Вищу партійну школу при ЦК КПРС.
У 1957 році закінчив Академію суспільних наук при ЦК КПРС у Москві.
У 1957 — 23 липня 1961 року — головний редактор журналу ЦК КП Молдавії «Коммунист Молдавии».
Помер 23 липня 1961 року в місті Кишиневі.

## Звання
- старший лейтенант
- технік-інтендант ІІ-го рангу